# 2gether 4ever演唱會影音館
《2GETHER 4EVER演唱會影音館》是台灣女子組合S.H.E的第四張演唱會影音專輯，亦是第四次世界巡迴演唱會《2gether 4ever世界巡迴演唱會》的影音實錄。此張演唱會影音專輯收錄了S.H.E於2013年6月22、6月23日展開的《2gether 4ever世界巡迴演唱會》的首站台北場第二天6月23日於台北小巨蛋舉辦的演唱會實況的現場影音，並特別收錄演唱會第一天6月22日有演唱而第二天6月23日未演唱之曲目。
S.H.E憑此影音專輯於IFPI香港唱片銷量大獎頒獎禮2014獲得『十大銷量國語唱片』獎項。

## 發行版本
| 類型 | 發行日期     | 版本       | 附註                                                                     |
| ---- | ------------ | ---------- | ------------------------------------------------------------------------ |
| BD   | 2014年8月8日 | 精裝限量版 | 僅限預購，VHS特殊造型包裝，內附幕後紀實DVD、特殊尺寸32頁寫真冊、海報一張 |
| DVD  | 2014年8月8日 | 精裝限量版 | 僅限預購，VHS特殊造型包裝，內附幕後紀實DVD、特殊尺寸32頁寫真冊、海報一張 |
| DVD  | 2014年8月8日 | 平裝發行版 | 發行版，內附幕後紀實DVD、特殊尺寸32頁寫真冊                              |

※BD即藍光光碟（Blu-ray Disc）

※以上不含數位發行，僅以實體專輯為主

## 曲目收錄

### DVD
- DVD 1

1. Opening
2. SHERO
3. 迫不及待
4. 痛快
5. 遠方
6. 還我
7. Belief
8. Ella (VCR)
9. 厚臉皮
10. 壞女孩
11. Hebe (VCR)
12. LOVE !
13. 寂寞寂寞就好
14. Selina (VCR)
15. 夢
16. 愛我的每個人
17. 花都開好了
18. 心還是熱的
19. 像女孩的女人
20. 回憶逆流(VCR)
21. 不想長大
22. Remember
23. 中國話
24. 波斯貓+我愛雨夜花+倫敦大橋垮下來+宇宙小姐
25. 明天的自己
26. 熱帶雨林
27. 夏天的微笑
28. 老婆
29. 親愛的樹洞
30. 天灰

- DVD2

1. 一起開始的旅程(VCR)
2. 五月天
3. 愛呢
4. 天使在唱歌+幸福留言+魔力
5. 天亮了
6. Super Star
7. 我愛你
8. 因為有你們(VCR)
9. 花又開好了
10. 戀人未滿
11. 美麗新世界
12. 不說再見
13. Bonus Track: 圍巾

- DVD 3

1. 2gether 4ever幕後紀實

### BD
- BD

1. Opening
2. SHERO
3. 迫不及待
4. 痛快
5. 遠方
6. 還我
7. Belief
8. VCR:Ella
9. 厚臉皮
10. 壞女孩
11. VCR: Hebe
12. LOVE !
13. 寂寞寂寞就好
14. VCR: Selina
15. 夢
16. 愛我的每個人
17. 花都開好了
18. 心還是熱的
19. 像女孩的女人
20. VCR: 回憶逆流
21. 不想長大
22. Remember
23. 中國話
24. 波斯貓+我愛雨夜花+倫敦大橋垮下來+宇宙小姐
25. 明天的自己
26. 熱帶雨林
27. 夏天的微笑
28. 老婆
29. 親愛的樹洞
30. 天灰
31. VCR: 一起開始的旅程
32. 五月天
33. 愛呢
34. 天使在唱歌+幸福留言+魔力
35. 天亮了
36. Super Star
37. 我愛你
38. VCR: 因為有你們
39. 花又開好了
40. 戀人未滿
41. 美麗新世界
42. 不說再見
43. Bonus Track: 圍巾

- DVD

1. 2gether 4ever幕後紀實

### 數位發行
1. SHERO
2. 迫不及待
3. 痛快
4. 遠方
5. 還我
6. Belief
7. 厚臉皮
8. 壞女孩
9. LOVE !
10. 寂寞寂寞就好
11. 夢
12. 愛我的每個人
13. 花都開好了
14. 心還是熱的
15. 像女孩的女人
16. 不想長大
17. Remember
18. 中國話
19. 波斯貓+我愛雨夜花+倫敦大橋垮下來+宇宙小姐
20. 明天的自己
21. 熱帶雨林
22. 夏天的微笑
23. 老婆
24. 親愛的樹洞
25. 天灰
26. 五月天
27. 愛呢
28. 天使在唱歌+幸福留言+魔力
29. 天亮了
30. Super Star
31. 我愛你
32. 花又開好了
33. 戀人未滿
34. 美麗新世界
35. 不說再見
36. 圍巾

## 其它作品
| 上一張現場專輯： 愛而為一演唱會影音館 2011年3月－4月 | 第4張現場專輯 2014年8月 | 第4張現場專輯 2014年8月 | 下一張現場專輯： 2gether 4ever Encore演唱會影音館 2015年7月 |

## 外部連結
- 在一起就是愛 就是愛在一起 S.H.E和你一起相愛12年的最美紀念（页面存档备份，存于）